# The Middle Watch
The Middle Watch é um filme de comédia produzido no Reino Unido e lançado em 1930. É baseado na peça homônima de Ian Hay.

## Recepção
Foi eleito o melhor filme britânico de 1931.